# 無人航空従事者試験
無人航空従事者試験（）は、ドローン検定協会株式会社が主催する無人航空機に関する知識と技能を証明する民間の検定試験である。同社では略称をドローン検定、D検、AQTDとしている。

## 概要
航空従事者と名称が類似しているが、航空従事者が航空業務を行う際に必須とされる資格であるのに対して、無人航空従事者試験は知識と技能を証明するにとどまり、ドローンの操縦に必須とされる資格ではない。
国土交通省は2017年6月1日に、ドローン検定協会株式会社を含む43団体を「無人航空機の操縦技能講習を行う民間講習団体」として公表した。これらの団体が行う講習を修了すると、無人航空機に係る飛行許可申請を行う際に、無人航空機の操縦の知識や能力に関する確認を簡略化することができる。ドローン検定協会株式会社は、無人航空従事者試験の合格者に対して「無人航空機に関する飛行履歴・知識・能力を有することの証明書」を発行している。また、ドローン検定協会株式会社の提携団体がドローン操縦士試験等の技能試験を実施している。
「ドローン検定」ロゴは、ドローン検定協会株式会社代表取締役社長の山下壱平によって商標登録されている。

## 沿革
- 2015年（平成27年）
  - ドローン検定協会発足[7]。
  - 6月21日 - 福岡県久留米市にて第一回プレテストが実施された[8]。
  - 7月22日 - ドローン検定協会法人化。[要出典]
  - 7月26日 - 全国5か所（東京、横浜、大阪、博多、久留米）にて第2回プレテストが実施された。[要出典]
  - 9月23日 - 第1回ドローン検定試験（本試験）が実施された。[要出典]
  - 11月1日 - 正式名称を「ドローン検定」から「無人航空従事者試験」に変更。[要出典]
  - 11月13日 - 一般財団法人JAREXとドローン検定協会株式会社が業務提携したことを発表[9]。
- 2016年11月27日 - 第8回無人航空従事者試験実施（全国23都道府県にて実施。延べ受験申込者数が5000人を超える）。[要出典]
- 2017年
  - 3月17日 - 南福岡自動車学校を運営するミナミホールディングス株式会社とドローン検定協会株式会社が業務提携したことを発表[10]。
  - 3月19日 - 第10回無人航空従事者試験実施（全国27都道府県にて実施。延べ合格者数が5000人を超える）。[要出典]
  - 6月1日 - ドローン検定協会株式会社が国土交通省の「講習及び技能認証を確認した団体」に認定された[3]。

## 検定級

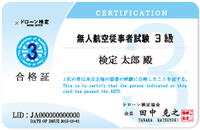
無人航空従事者試験3級合格証

無人航空従事者試験に合格すると、カード型の合格証が交付される。また、1級及び2級合格者には、バッジが交付される。

### 1級
- 程度 - 無人航空機を操縦・管理・設計することに必要な、専門的知識を十分に有する。
- 受験資格 - ドローン検定2級合格者[11]
- 試験開催 - 年3回[11]

### 2級
- 程度 - 無人航空機を操縦・管理することに必要な、機体特性及び関連技術に関する十分な知識と気象学や関連法規及びリスク管理に関する知識を有する。
- 受験資格 - ドローン検定3級合格者[11]
- 試験開催 - 年6回[11]

### 3級
- 程度 - 無人航空機の機体特性や基礎技術、無線、関連法規に関する知識を有する。
- 試験開催 - 年6回[11]

### 4級
- 程度 - 無人航空機を安全に運用することに必要な知識（基礎知識及び関連法規）を有する。
- 試験開催 - 年6回[11]

### 開催時期
| ＼     | ＼  | 月  | 月  | 月  | 月  | 月  | 月   |
| ＼     | ＼  | 1月 | 3月 | 5月 | 7月 | 9月 | 11月 |
| ------ | --- | --- | --- | --- | --- | --- | ---- |
| 検定級 | 1級 | ◯   | —   | ◯   | —   | ◯   | —    |
| 検定級 | 2級 | ◯   | ◯   | ◯   | ◯   | ◯   | ◯    |
| 検定級 | 3級 | ◯   | ◯   | ◯   | ◯   | ◯   | ◯    |
| 検定級 | 4級 | ◯   | ◯   | ◯   | ◯   | ◯   | ◯    |